# Centistes fuscipes
Centistes fuscipes är en stekelart som först beskrevs av Christian Gottfried Daniel Nees von Esenbeck 1834.  Centistes fuscipes ingår i släktet Centistes och familjen bracksteklar. Arten är reproducerande i Sverige. Inga underarter finns listade.